# Exposition universelle de Dijon de 1858

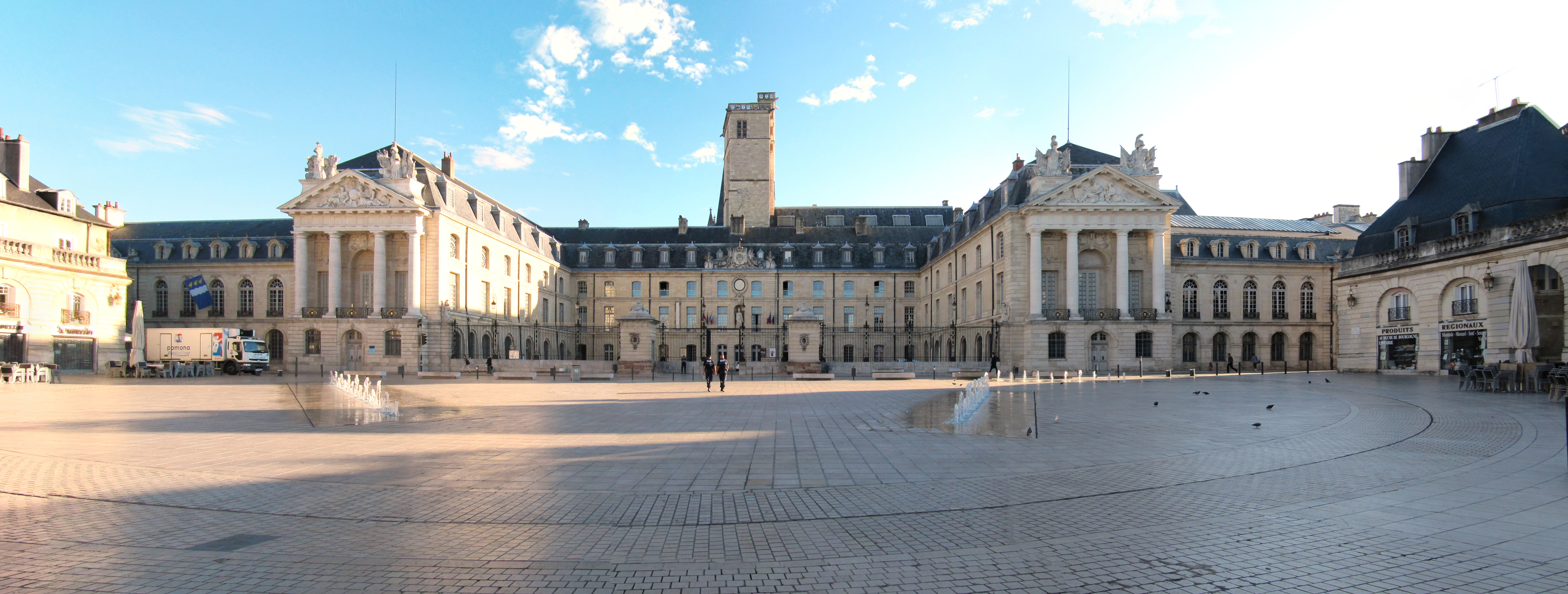
La place d'Armes, où s'est tenue l'Exposition internationale de 1858.

L'Exposition internationale de 1858 s'est déroulée dans la ville française de Dijon (Côte-d'Or) afin de promouvoir les Beaux-arts, l'industrie et l'agriculture.

## L'Exposition
L'Exposition a été inaugurée le 8 juin 1858 par Jean-Baptiste Philibert Vaillant et s'est tenue jusqu'à septembre 1858 place d'Armes (actuelle place de la Libération) au cœur de la capitale des ducs de Bourgogne à l'initiative du maire de la ville Théodore Michel Vernier, président de la commission. Elle devait promouvoir les Beaux-arts, l'industrie et l'agriculture et a ainsi exposé objets et produits dans les salles de l'ancien palais des Ducs de Bourgogne et dans les annexes de La place d'Armes, de la place du Théâtre et de la place des Ducs. Une valse pour piano La Dijonnaise a été spécialement écrite pour l'événement par madame Alexandre Bataille et dédiée aux membres de la commission de l'exposition.

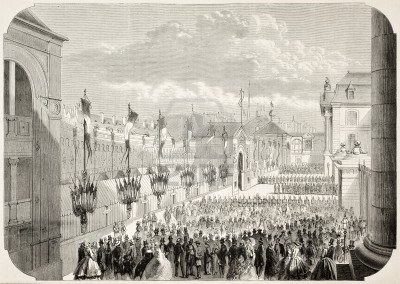
Inauguration de l'Exposition universelle de 1858 place d'Armes.